# Gambias præsidenter
Gambia blev uafhængig i 1965 og blev en republik i 1970. Gambias præsidenter har været:
| Nr | Billede             | Navn                | Fra                    | Til                    | Parti                                                  |
|    | Præsident af Gambia | Præsident af Gambia |                        |                        |                                                        |
| -- | ------------------- | ------------------- | ---------------------- | ---------------------- | ------------------------------------------------------ |
| 1  |                     | Dawda Jawara        | 24. april 1970         | 22. juli 1994          | Det Progressive Folkeparti                             |
|    | Militærstyre        |                     |                        |                        |                                                        |
| 2  |                     | Yahya Jammeh        | 22. juli 1994          | 18. oktober 1996       | Militæret                                              |
|    | Præsident af Gambia |                     |                        |                        |                                                        |
| 2  |                     | Yahya Jammeh        | 18. oktober 1996       | 18. / 21. januar 2017* | Alliancen for Patriotisk Omorientering og Konstruktion |
| 3  |                     | Adama Barrow        | 18. / 21. januar 2017* | Nuværende              | Løsgægner (til 2019) Det Nationale Folkeparti          |

* Præsident Yahya Jammeh nægtede resultatet af Gambias præsidentvalg i 2016 og nægtede at opgive magten til den erklærede vinder, Adama Barrow. Jammehs mandat sluttede den 18. januar 2017, men han nægtede at afgive magten. Som resultat af dette invaderede Senegal, med støtte fra den Afrikanske Union og FN, for at få Jammeh til at træde af som præsident. Presset udefra fik Jammeh til at overgive magten til Barrow d. 21. januar 2017.  